# Doelgroep
Doelgroep is een begrip dat gebruikt wordt in politieke en marketingcampagnes.
De doelgroep is het deel van de bevolking waarbij een (door de campagnevoerders, beleidsmakers of reclamemakers gewenste) gedragsverandering tot stand gebracht zou moeten worden. Vaak betreft het een groep mensen of organisaties die een aantal relevante kenmerken gemeenschappelijk hebben. 
In de marketing kunnen doelgroepen onder meer gedefinieerd worden in termen van leeftijd, geslacht, uitgavenpatroon, opleidingsniveau of rijkdom. In de politiek spelen vaak ook kenmerken als levensovertuiging of maatschappelijke positie een rol. In de politiek of bestuur kan een doelgroep bepaald worden op het vertonen van een bepaald gedrag waarvan men bijsturing of wijziging wenst.
Het definiëren van een doelgroep kan helpen om een campagne of het beleid vorm te geven. De boodschap moet de doelgroep bereiken. Het ligt niet voor de hand om een alfabetiseringscampagne te voeren via kranten, omdat de doelgroep dan nauwelijks bereikt zal worden. Daarnaast is het ook van belang om de doelgroep op de juiste wijze aan te spreken. Een televisiespotje in een campagne dat de bedoeling heeft om het gedrag van jongeren te beïnvloeden, is waarschijnlijk het meest effectief als het spotje in de belevingswereld van jongeren past. 
Het doel, de doelgroep en de vorm van een campagne of beleidsplan (doelgroepbeleid) hangen nauw samen. In sommige gevallen zal een campagne gericht zijn op een grote doelgroep (bijvoorbeeld campagnes die enkel tot doel hebben de naamsbekendheid van een merk te vergroten). Bij andere campagnes is het zinvol om de doelgroep juist sterk te beperken (bijvoorbeeld de twijfelende parlementsleden wier stemmen net de doorslag zullen geven bij een politiek besluit).
Enkele voorbeelden:
- Bij het verminderen van het autogebruik kan de automobilist als doelgroep worden gezien.
- Kant-en-klaar maaltijden in de supermarkt hebben als doelgroep de tweeverdieners met weinig tijd en de alleenstaanden.
- Bij televisiezenders worden meestal programma's geprogrammeerd gericht op een specifieke doelgroep, bijvoorbeeld jongeren, huisvrouwen of hoger opgeleiden.
- De overheid kan bij bepaalde problemen doelgroepbeleid vaststellen, zoals arbeidsparticipatie van minderheden of milieprestaties van bedrijfstakken. Het beleid richt zich dan niet generiek maar meer gericht op bepaalde delen van de maatschappij.